# Ugo Locatelli
Pour les articles homonymes, voir Locatelli.
Ugo Locatelli, né le 5 février 1916 à Toscolano-Maderno près de Brescia en Lombardie et mort le 28 mai 1993 à Turin dans le Piémont, est un joueur de football italien.
Au poste de milieu gauche, il remporte notamment avec l'équipe d'Italie les Jeux olympiques de 1936 puis la Coupe du monde de 1938.

## Biographie
Ugo Locatelli mesure 1,72 m pour 74 kg. Il débute à Brescia en 1932-1933, en Serie B, puis y fait ses débuts en Serie A le 10 septembre 1933. En 1934-1935 il est prêté à l'Atalanta Bergame, en Serie B. Il s'impose comme titulaire en Serie A en 1935-1936.
En juin 1936, il est recruté par l'AS Ambrosiana-Inter de Milan, et fait peu de temps après ses débuts en sélection italienne à l'occasion des Jeux olympiques de 1936 à Berlin. Il est notamment titulaire lors des deux victoires en demi-finale et en finale, face à la Norvège et à l'Autriche (sur le même score de 2-1 a. p.) et remporte ainsi la médaille d'or olympique.
Deux ans plus tard, bien qu'il ait peu été sélectionné entretemps, il retrouve pendant la Coupe du monde en France une place de titulaire. Il dispute notamment les trois derniers matchs, contre la France, le Brésil et la Hongrie, battue 4-2 en finale. Avec Alfredo Foni, Pietro Rava et Sergio Bertoni, il fait partie du quatuor de joueurs italiens ayant été à la fois champions du monde et olympique. Il honore sa 22e et dernière sélection en décembre 1940.
Entretemps il remporte avec le club milanais le championnat d'Italie en 1938 et 1940, ainsi que la Coupe d'Italie en 1939. Il est également vice-champion d'Italie en 1941. En cinq saisons à Milan, il participe à 168 matchs, dont 146 de Serie A.
Il rejoint alors la Juventus de Turin, avec laquelle il remporte de nouveau la Coupe d'Italie pour sa première saison sous la direction de Giovanni Ferrari. L'année suivante est mouvementée avec le bombardement de Turin par les Alliés : la Juventus est transférée à Alba et se fait appeler la Juventus-Cisitalia. La Serie A suspendue en avril 1943, pour deux ans. Lors du « championnat de guerre (en) » de 1944  (non reconnu par la FIGC), Locatelli retourne à Brescia. Il revient à la Juventus à la fin des combats et termine à la 2e place des deux premières éditions du championnat d'Italie d'après-guerre, en 1946 et 1947. Il met un terme à sa carrière de footballeur professionnel en 1949, à 33 ans.
Locatelli est surnommé pendant sa carrière Dottore. Après sa retraite sportive, il intègre l'encadrement de la Juventus, et occupe notamment la direction de l'école de formation.

## Palmarès
| Inter - Championnat d'Italie (2) : - Champion : 1937-38 et 1939-40. - Vice-champion : 1940-41. - Coupe d'Italie (1) : - Vainqueur : 1938-39. | Juventus - Coupe d'Italie (1) : - Vainqueur : 1941-42. - Championnat d'Italie : - Vice-champion : 1944 (championnat de Ligurie-Piémont) 1945-46 et 1946-47. | Italie - Coupe du monde (1) : - Vainqueur : 1938. - Jeux olympiques (1) : - Médaillé d'or : Berlin 1936. |

## Statistiques
Ugo Locatelli compte 22 sélections en équipe nationale italienne, de 1936 à 1940, pour 18 victoires et quatre matchs nuls.
| Saison    | Club                    | Championnat | Matchs | Buts |
| --------- | ----------------------- | ----------- | ------ | ---- |
| 1932-1933 | FBC Brescia             | Serie B     | 10     | 5    |
| 1933-1934 | FBC Brescia             | Serie A     | 14     | 3    |
| 1934-1935 | Atalanta Bergame (prêt) | Serie B     | 12     | 6    |
| 1935-1936 | FBC Brescia             | Serie A     | 29     | 2    |
| 1936-1937 | Ambrosiana Inter        | Serie A     | 30     | 0    |
| 1937-1938 | Ambrosiana Inter        | Serie A     | 30     | 0    |
| 1938-1939 | Ambrosiana Inter        | Serie A     | 28     | 0    |
| 1939-1940 | Ambrosiana Inter        | Serie A     | 29     | 1    |
| 1940-1941 | Ambrosiana Inter        | Serie A     | 29     | 0    |
| 1941-1942 | Juventus                | Serie A     | 29     | 0    |
| 1942-1943 | Juventus                | Serie A     | 27     | 3    |
| 1944-1945 | AC Brescia              | Guerre      | 7      | 0    |
| 1945-1946 | Juventus FC             | Serie A     | 35     | 3    |
| 1946-1947 | Juventus FC             | Serie A     | 30     | 1    |
| 1946-1947 | Juventus FC             | Serie A     | 26     | 1    |
| 1946-1947 | Juventus FC             | Serie A     | 26     | 0    |